# Opus (música)
Opus, "obra" en llatí, és un terme que s'aplica en música per catalogar les obres de la majoria de compositors. Normalment se sol fer per ordre cronològic de creació o publicació, però també poden estar organitzades per tipus d'obra.
El conjunt de números d'opus d'un compositor (acompanyats del títol de l'obra) s'anomena catàleg. Alguns catàlegs no utilitzen la paraula opus, sinó unes sigles encunyades per la persona que es va ocupar d'ordenar-les, són el cas de compositors tan importants com Bach (que utilitza el BWV: Bach Werke Verzeichnis) i Mozart (KV: Köchel-Verzeichnis).